# Robert Heidorn
Robert Heidorn (* 1988 in Berlin) ist ein professioneller deutscher Pokerspieler.

## Pokerkarriere
Seine erste Geldplatzierung bei einem Live-Turnier erzielte Heidorn im April 2011 bei der European Poker Tour (EPT) in Berlin. Im Oktober 2015 erreichte der Deutsche bei der World Series of Poker Europe in der Spielbank Berlin bei zwei Turnieren der Variante No Limit Hold’em die Geldränge. Im Juli 2016 war er erstmals bei der Hauptturnierserie der World Series of Poker (WSOP) im Rio All-Suite Hotel and Casino am Las Vegas Strip erfolgreich und belegte beim Main Event den mit rund 50.000 US-Dollar dotierten 145. Platz. Mitte November 2018 gewann Heidorn das High Roller des PokerStars Megastack in London und erhielt eine Siegprämie von knapp 60.000 britischen Pfund sowie einen „Platinum Pass“ im Wert von 30.000 US-Dollar, der zur Teilnahme an der PokerStars Players Championship (PSPC) berechtigte. Mitte Dezember 2018 setzte er sich auch bei einem Side-Event der EPT in Prag durch und sicherte sich mehr als 85.000 Euro. Bei der PSPC erreichte der Deutsche im Januar 2019 auf den Bahamas die Geldränge und erhielt 25.450 US-Dollar. Bei der WSOP 2019 erreichte er im Main Event den siebten Turniertag. Dort schied er unmittelbar vor Erreichen des Finaltischs auf dem mit 800.000 US-Dollar dotierten zehnten Platz aus. Mitte Juli 2019 belegte Heidorn beim Main Event der Card Player Poker Tour im Venetian Resort Hotel am Las Vegas Strip den fünften Platz und sicherte sich knapp 140.000 US-Dollar. Beim Main Event der World Poker Tour in Lincoln wurde er im März 2020 Dritter und erhielt über 120.000 US-Dollar. Ende September 2021 belegte der Deutsche beim Main Event der partypoker Millions North Cyprus in Kyrenia den zweiten Platz und sicherte sich knapp 500.000 US-Dollar. An gleicher Stelle erreichte er Mitte Mai 2023 bei einem Event der Triton Poker Series das Heads-Up gegen Grégoire Auzoux. Dort unterlag er dem Franzosen, erhielt jedoch aufgrund eines zuvor ausgehandelten Deals das meiste Preisgeld von mehr als einer Million US-Dollar.
Insgesamt hat sich Heidorn mit Poker bei Live-Turnieren mehr als 4,5 Millionen US-Dollar erspielt.